# Oô

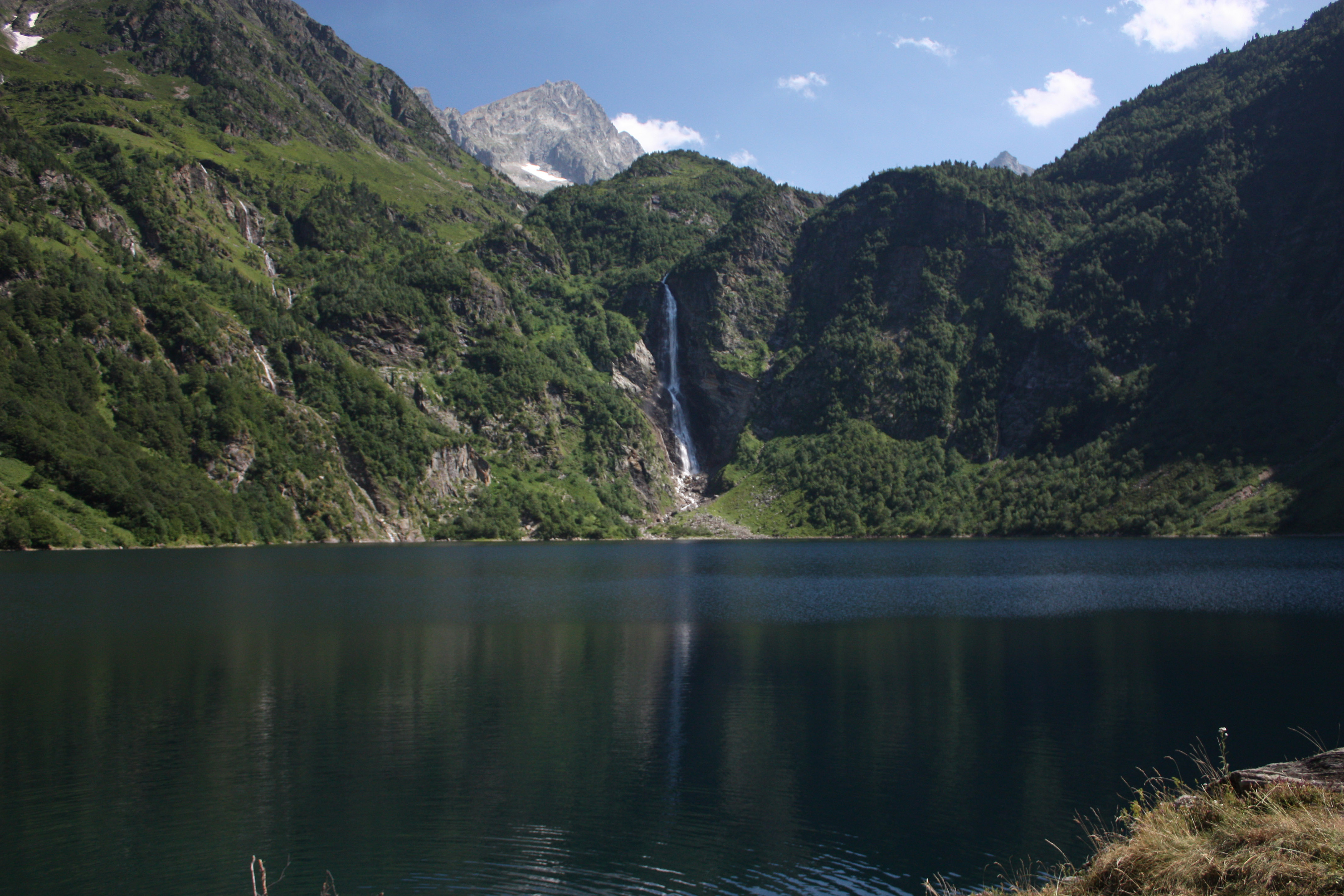
Lac d'Oô

Oô är en fransk by och kommun i Haute-Garonne i departementet Haute-Garonne i regionen Occitanien i sydvästra Frankrike. Invånarna kallas för Ousiens. År 2022 hade Oô 103 invånare. I kommunen finns den konstgjorda sjön Lac d'Oô.

## Befolkningsutveckling
Antalet invånare i kommunen Oô
Referens:INSEE